# Džammú (město)
Džammú (urdsky جموں‎, dogarsky जम्मू) se zhruba půl milionem obyvatel je po Šrínagaru druhé nejlidnatější město indického svazového státu Džammú a Kašmír a zároveň největší město jeho části Džammú. Je takzvaným „zimním hlavním městem“ státu – tedy je hlavním městem od listopadu do dubna, „letním hlavním městem“ státu po zbytek roku je právě Šrínagar v Kašmíru.
Nejpoužívanější řečí je dogarština.
Džammú leží na jihozápadě státu Džammú a Kašmír v blízkosti indicko-pákistánské hranice, za kterou leží pákistánská provincie Paňdžáb.